# Chemins de Fer Vicinaux de la Haute-Saône
|  | Dieser Artikel wurde aufgrund von akuten inhaltlichen oder formalen Mängeln auf der Qualitätssicherungsseite des Portals Bahn eingetragen. Bitte hilf mit, die Mängel dieses Artikels zu beseitigen, und beteilige dich bitte an der Diskussion. Artikel, die nicht signifikant verbessert werden, können gelöscht werden. |

| Chemins de Fer Vicinaux de la Haute-Saône | Chemins de Fer Vicinaux de la Haute-Saône            |
| ----------------------------------------- | ---------------------------------------------------- |
| Ehemaliger Bahnhof Vesoul der CFV         |                                                      |
| Streckenlänge:                            | (520 km mit Strecken in weiteren Departments) 470 km |
| Spurweite:                                | 1000 mm (Meterspur)                                  |
|                                           |                                                      |

Die Chemins de Fer Vicinaux de la Haute-Saône sind ein ehemaliges meterspuriges Nebenbahnnetz im französischen Département Haute-Saône, das von 1889 bis 1938 von der Compagnie générale des Chemins de fer vicinaux (CFV) betrieben wurde.

## Geschichte und Beschreibung

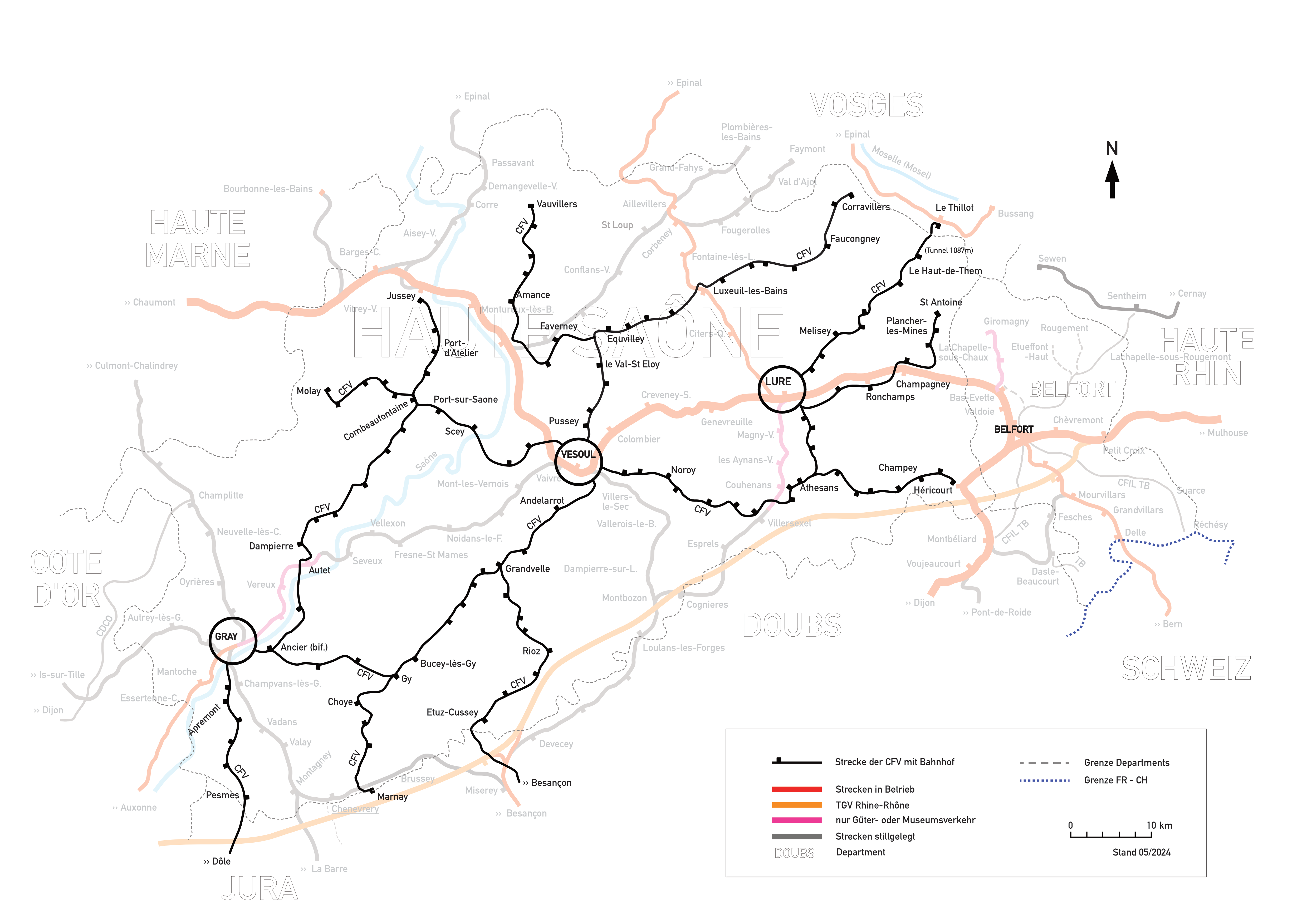
Streckennetz der CFV

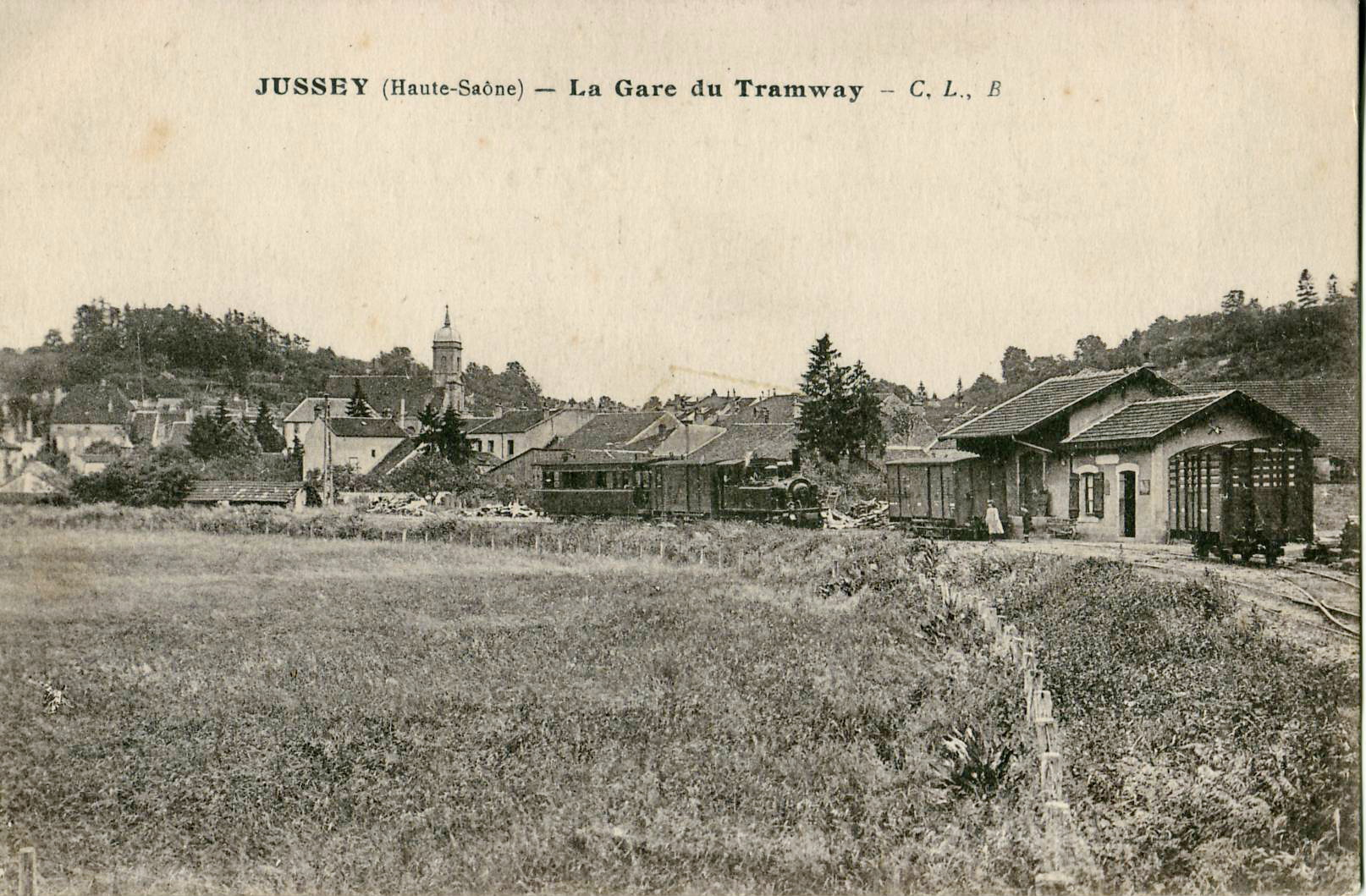
Bahnhof Jussey (Strecke Ancier – Jussey)

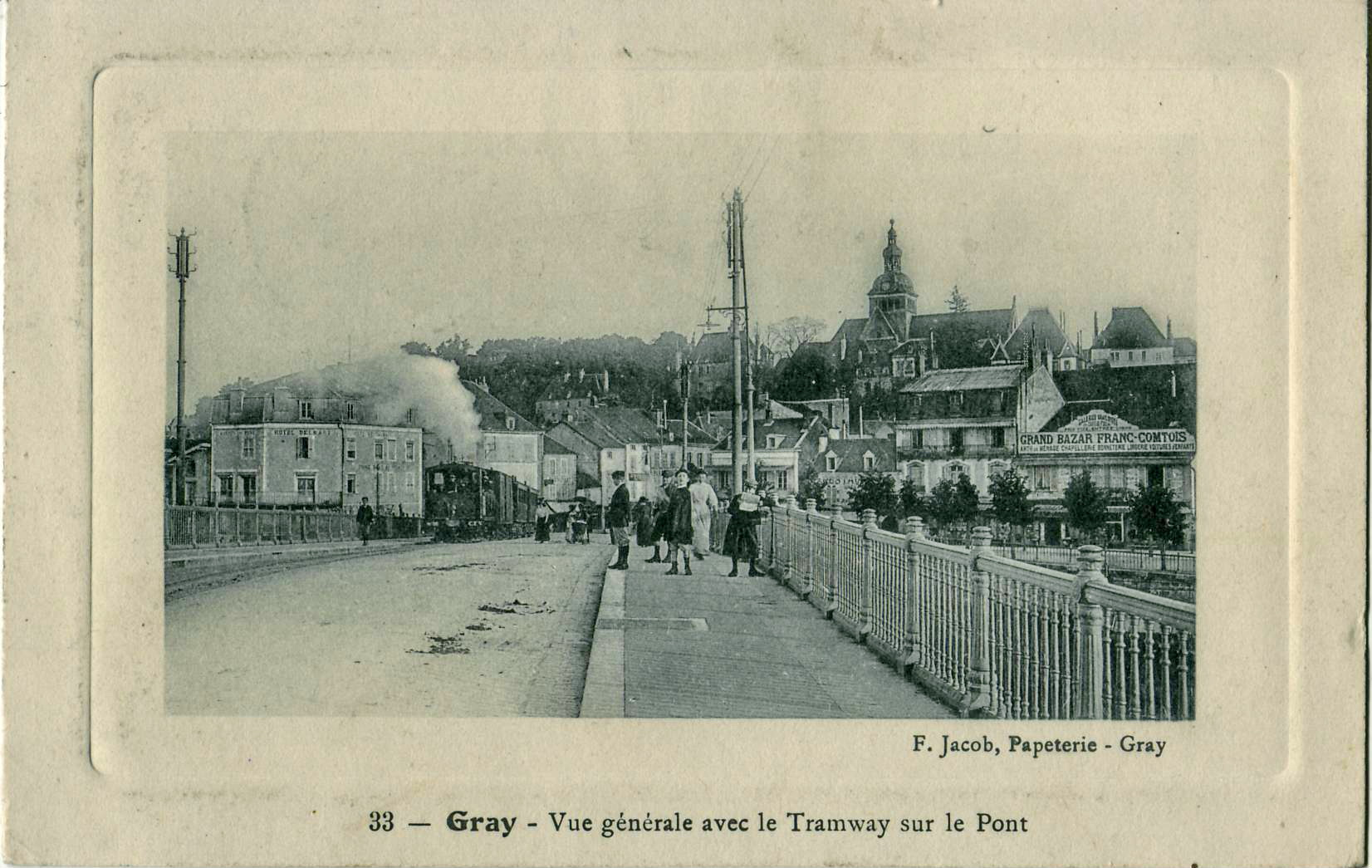
Ein Zug auf der Brücke von Gray

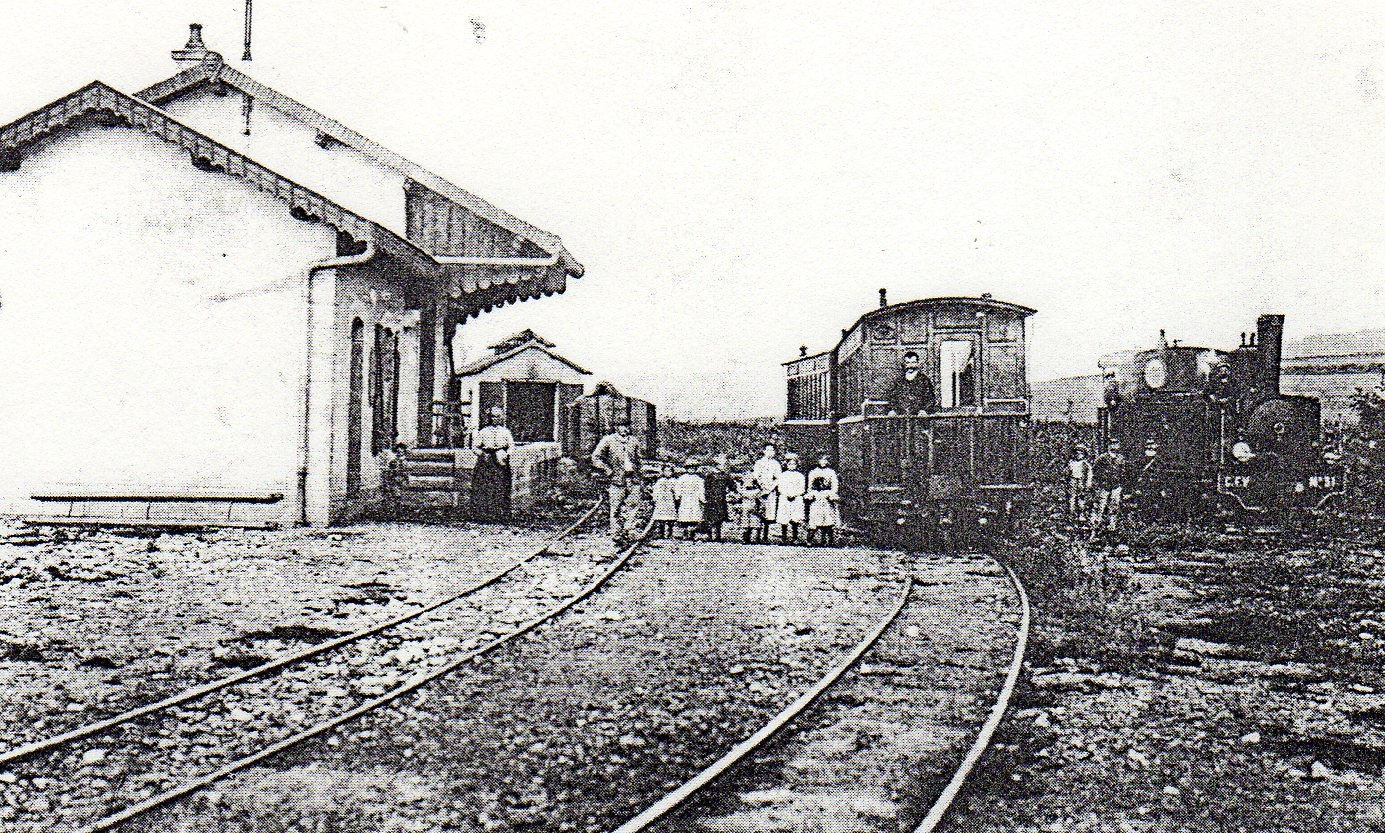
Eröffnung des Bahnhofs Molay am 21. September 1910

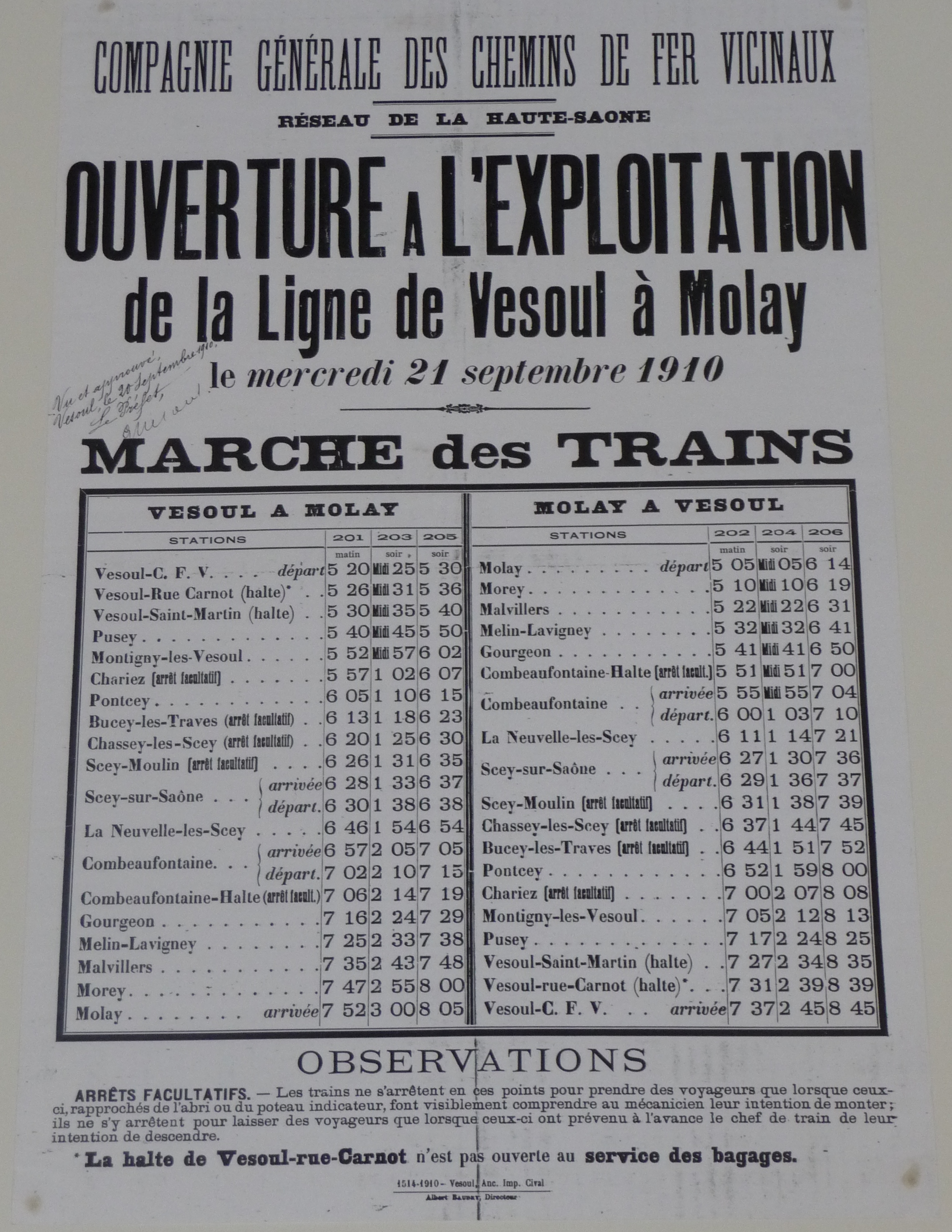
Fahrplan der Strecke Vesoul–Molay am Eröffnungstag

Die Compagnie du Chemin de fer de Gray à Gy et prolongements wurde Anfang 1876 gegründet, um die Konzession zum Bau einer Lokalbahn von Gray nach Gy von der seit 1871 existierenden Compagnie du Chemin de fer de Gray à Gy zu übernehmen, die sich zu diesem Zeitpunkt im Konkurs befand. Wirtschaftliche Ungereimtheiten und der Einsatz von Zügen ohne entsprechende Zulassung führten schließlich zur Einstellung des Betriebs zum 1. November 1885. Bereits am 19. November 1885 wurde das Unternehmen liquidiert.
Am 19. Oktober 1886 wurde die Bahn unter Zwangsverwaltung gestellt. Nach zwischenzeitlicher Einstellung des Betriebs von Mitte 1887 bis Mitte 1888 und ihrer Versteigerung am 12. März 1889 wurde die Strecke an die Compagnie Générale des Chemins de fer Vicinaux konzessioniert.
Die CFV übernahm die existierende Strecke von Gray über Gy nach Bucey-lès-Gy und errichtete anschließend zwischen 1888 und 1913 drei Netze. Ein viertes Netz war geplant, doch dessen wegen des Ersten Weltkriegs verschobener Bau wurde 1920 aufgegeben. Die Gesellschaft betrieb zusätzlich ein 193 km langes meterspuriges Netz von Lokalbahnen im Département Jura (Chemins de fer Vicinaux du Jura).
Das Streckennetz hatte im Département Haute-Saône eine Länge von fast 470 km. Es reichte bis in die benachbarten Départements Jura, Doubs und Vosges, wodurch sich eine Gesamtlänge von mehr als 520 km ergab. Bis 1911 entstand ein durchgehendes Netz, das großflächig den ländlichen Raum des Gebiets erschloss und die Strecken der großen Eisenbahngesellschaften Compagnie des chemins de fer de l’Est (EST) und Compagnie des chemins de fer de Paris à Lyon et à la Méditerranée (PLM) ergänzte.
Das Gesamtnetz entstand in drei Phasen, die sich zum Teil auf unterschiedliche Bereiche des Departments konzentrierten. So enthielt das erste Netz Strecken südöstlich von Gray. In der folgenden Phase wurde das Netz in Richtung Norden ergänzt; zudem entstanden östlich von Lure Strecken, die zunächst keine Verbindung zum ersten Netz hatten. In der dritten Phase kam Vesoul als zentraler Bahnhof der CFV dazu, die damit verbundenen Strecken ließen das Netz in seiner größtmöglichen Ausdehnung entstehen.
Die Strecke von Lure nach Le Thillot verband mit einer Länge von knapp 34 km die beiden Orte über Haute-du-Them und führte als einzige Strecke des Gesamtnetzes durch einen Tunnel. Im Tunnel du Col des Croix mit einer Gesamtlänge von 1087 m verlief das Gleis unter dem gleichnamigen Pass.
 Erstes Netz  (1894–1901)
- Gray – Bucey-lès-Gy
- Gy – Marnay
- Bucey les Gy – Fretigney
- Ronchamp – Plancher-les-Mines
- Gray – Pesmes – Dole (teilweise im Département Jura)

 Zweites Netz  (1902–1904)
- Gray – Jussey
- Lure – Héricourt
- Lure – Haut-du-Them
- Lure – Ronchamp
- Luxeuil – Corravillers

 Drittes Netz  (1910–1912)
- Vesoul – Molay
- Vesoul – Luxeuil
- Vesoul – Besançon (teilweise im Département Doubs)
- Vesoul – Saint-Georges
- Courcelles – Vauvillers
- Haut-du-Them – Le Thillot (Département Vosges)

Der Abschnitt von Pesmes nach Dole im Département Jura verlor bereits Ende 1933 seinen Verkehr. Das übrige Netz wurde, angesichts der stark zunehmenden Konkurrenz durch den Straßenverkehr in der Zwischenkriegszeit, im Jahr 1938 aufgegeben.
 Streckendaten 
| Teilstrecke               | Baubeginn         | Eröffnung          | Stilllegung       | Länge (ca.) |
| ------------------------- | ----------------- | ------------------ | ----------------- | ----------- |
| Gray Est – Gray Ville     | 14. April 1892    | 1. März 1894       | 1. Januar 1938    |             |
| Gray Ville – Bucey-lès-Gy | 11. Dezember 1871 | 8. April 1878      | 1. Januar 1938    | 24 km       |
| Bucey-lès-Gy – Fretigney  | 7. April 1989     | 3. September 1899  | 1. Januar 1938    | 11 km       |
| Fretigney – Grandvelle    | 26. Juni 1907     | 1. April 1911      | 1. Januar 1938    | 6 km        |
| Gy – Marnay               | 14. April 1892    | 1. März 1894       | 1. Januar 1938    | 17,4 km     |
| Gray Ville – Pesmes       | 9. Januar 1899    | 23. Mai 1901       | 1. Januar 1938    | 25 km       |
| Pesmes – Dole             | 9. Januar 1899    | 5. September 1901  | 31. Dezember 1933 | 27 km       |
| Ancier – Jussey           | 7. Juli 1900      | 5. August 1903     | 1. Januar 1938    | 61 km       |
| Lure – Haut-du-Them       | 7. Juli 1900      | 5. August 1903     | 1. März 1938      | 26 km       |
| Haut-du-Them – Le Thillot | 26. Juli 1907     | 11. November 1912  | 1. März 1938      | 6 km        |
| Lure – Ronchamp           | 7. Juli 1900      | 5. August 1903     | 1. März 1938      | 8 km        |
| Ronchamp – Saint-Antoine  | 14. April 1892    | 15. Januar 1895    | 1. März 1938      | 16 km       |
| Lure – Héricourt          | 7. Juli 1900      | 1. Januar 1904     | 1. März 1938      | 43 km       |
| Vesoul – Molay            | 26. Juni 1907     | 21. September 1910 | 1. Januar 1938    | 46 km       |
| Vesoul – Grandvelle       | 26. Juni 1907     | 1. April 1911      | 1. Januar 1938    | 21 km       |
| Grandvelle – Besançon     | 26. Juni 1907     | 21. Juni 1911      | 1. Januar 1938    | 45 km       |
| Vesoul – Saint-Georges    | 26. Juni 1907     | 21. Oktober 1911   | 1. Januar 1938    | 38 km       |
| Vesoul – Luxeuil          | 26. Juni 1907     | 21. Juni 1911      | 1. Januar 1938    | 36 km       |
| Luxeuil – Corravillers    | 7. Juli 1900      | 11. November 1902  | 1. Januar 1938    | 25 km       |
| Courcelles – Vauvillers   | 26. Juni 1907     | 21. Juni 1911      | 1. Januar 1938    | 32 km       |

## Rollmaterial
Der Dampflokomotivpark bestand anfangs fast ausschließlich aus dreiachsigen Tendermaschinen des französischen Typs 030 T (C-gekuppelte Dampflok), die ursprünglich von der SACM (Société alsacienne de constructions mécaniques, Elsässische Gesellschaft für mechanische Konstruktionen) und später von Weidknecht geliefert wurden. Ab 1902 kam eine Reihe von Pinguely-Lokomotiven auf das Netz, gefolgt ab 1908 von Corpet-Louvet. Drei Lokomotiven mit zwei Kabinen verkehrten zwar auf den CFV, aber nur für sehr kurze Zeit. Sehr schnell wurden das Führerhaus und die Doppelsteuerung abgeschafft, um die Nachteile bei der Wartung zu vermeiden.
Für die Personenverkehr verfügten die CFV über einen stattlichen Bestand (1907 ca. 61 Stück) an Wagen der 1., 2. und 3. Klasse, wobei letztere ab 1901 abgeschafft wurde. Der Güterwagenpark umfasste etwa 300 Waggons verschiedener Bauarten. Vor Einführung der Triebwagen waren die Züge in der Regel gemischt, d. h. sie bestanden aus Personen- und Güterwagen.
Im Jahr 1929 wurden zweiachsige Triebwagen des Typs JM3 von Dion-Bouton (7 Stück) und Anhänger (5 Stück) erworben, dieser Bestand stellte den Großteil des Personenverkehrs während der letzten Jahre sicher. Diese Triebwagen erfüllten grundsätzlich alle in sie gesetzten Erwartungen.

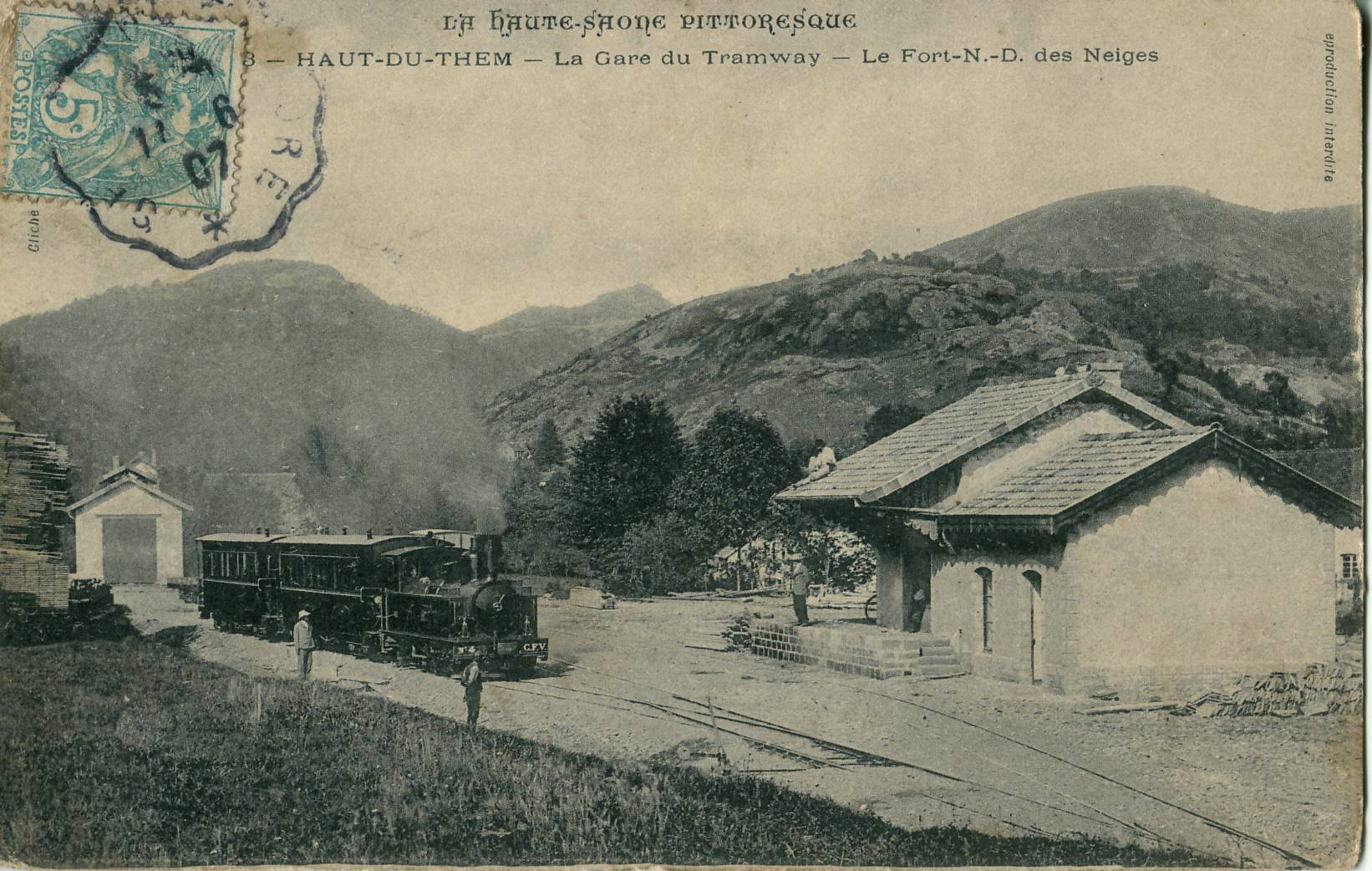
Ein von der Lokomotive Nr. 4 gezogener Zug im Bahnhof Haut-du-Them kurz nach Streckeneröffnung
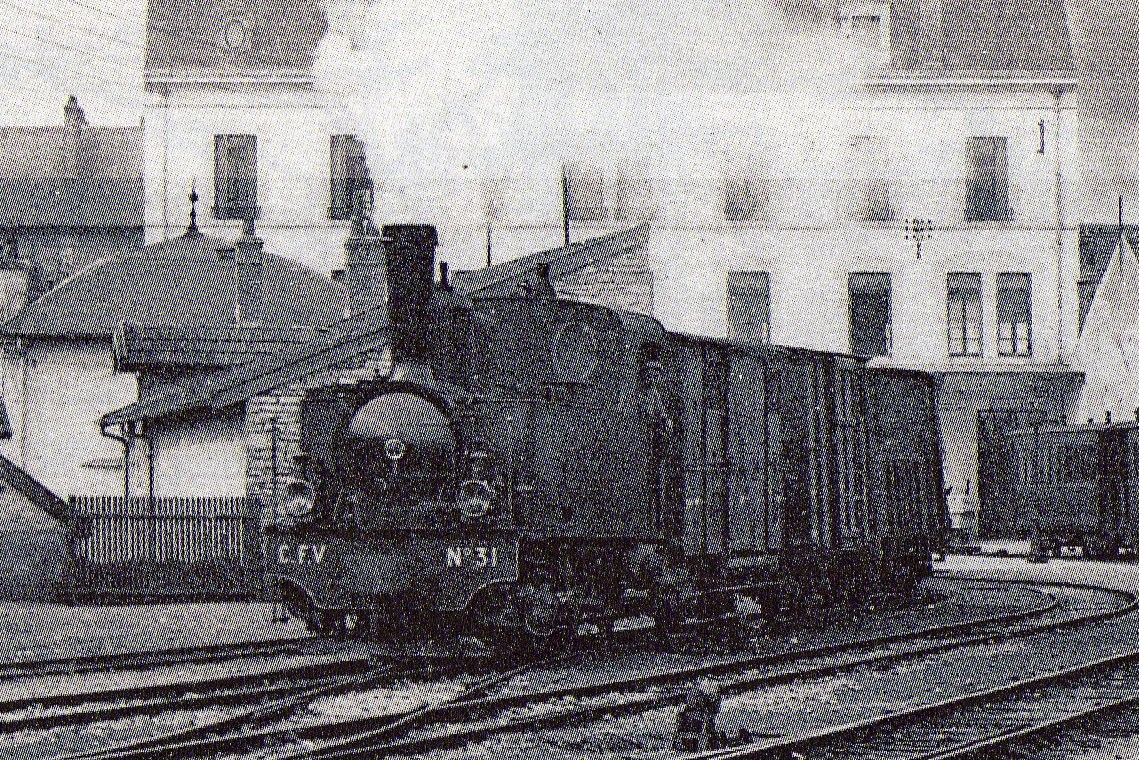
Zug verlässt den Bahnhof Vesoul, gezogen von Lokomotive Nr. 31 (gebaut von Corpet-Louvet)
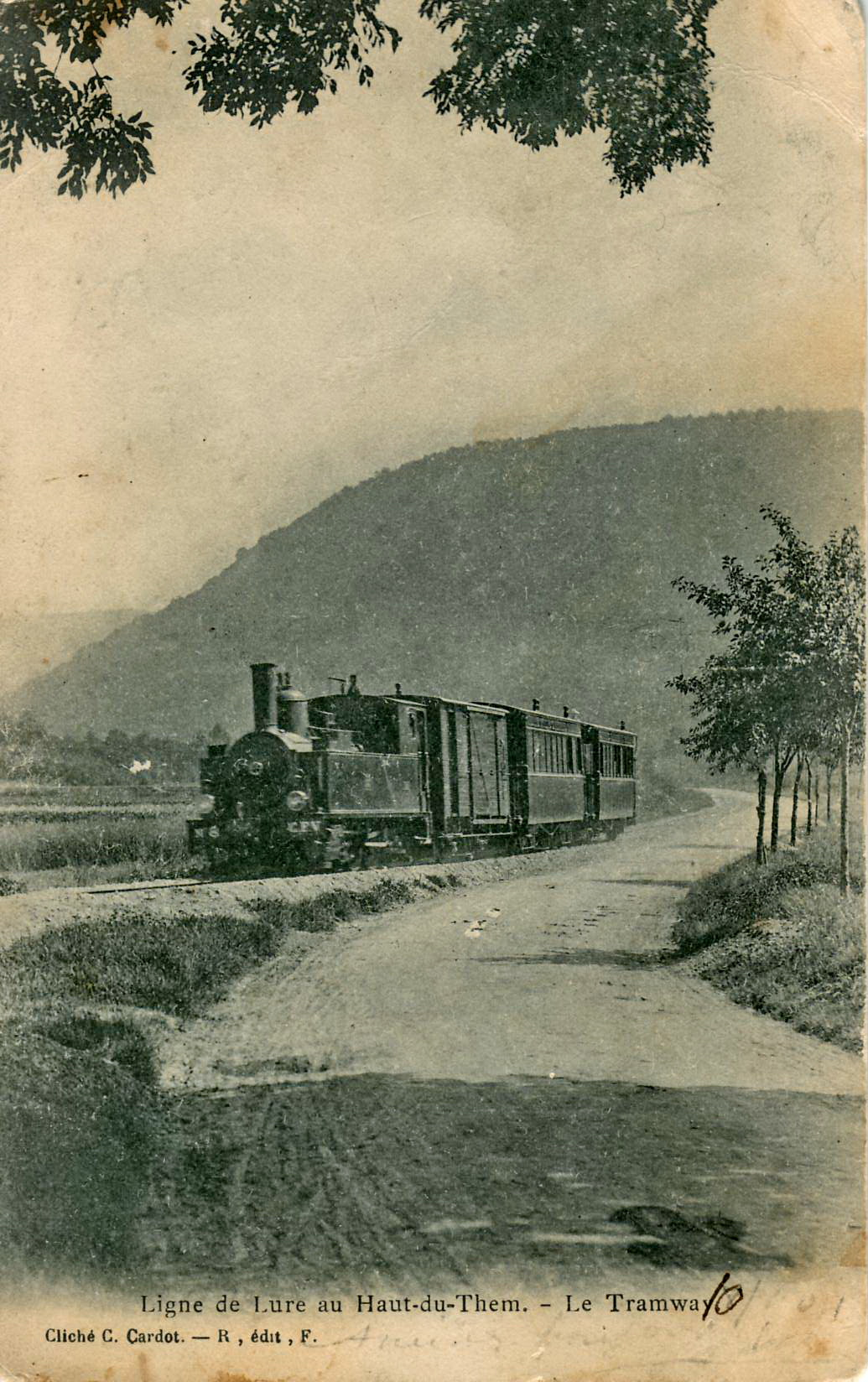
Gemischter Zug auf der Strecke von Lure nach Haut-du-Them, gezogen von Lokomotive Nr. 6
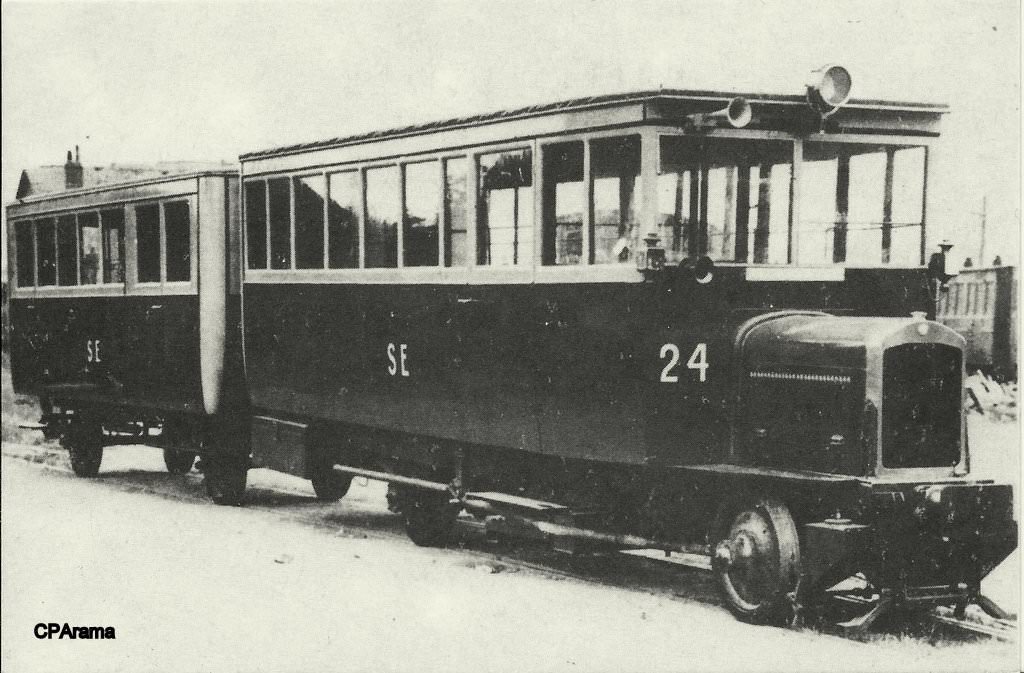
Triebwagen der Bauart JM, Fahrzeuge dieser Bauart verkehrten ebenfalls auf dem Netz der CFV

## Relikte
Einige Trassen sind zu Rad- und Wanderwegen (Voies Vertes) umgestaltet worden, so z. B. der Abschnitt von Villersexel bis kurz vor Lure. Von den Bahnhofsgebäuden sind bis heute einige erhalten.

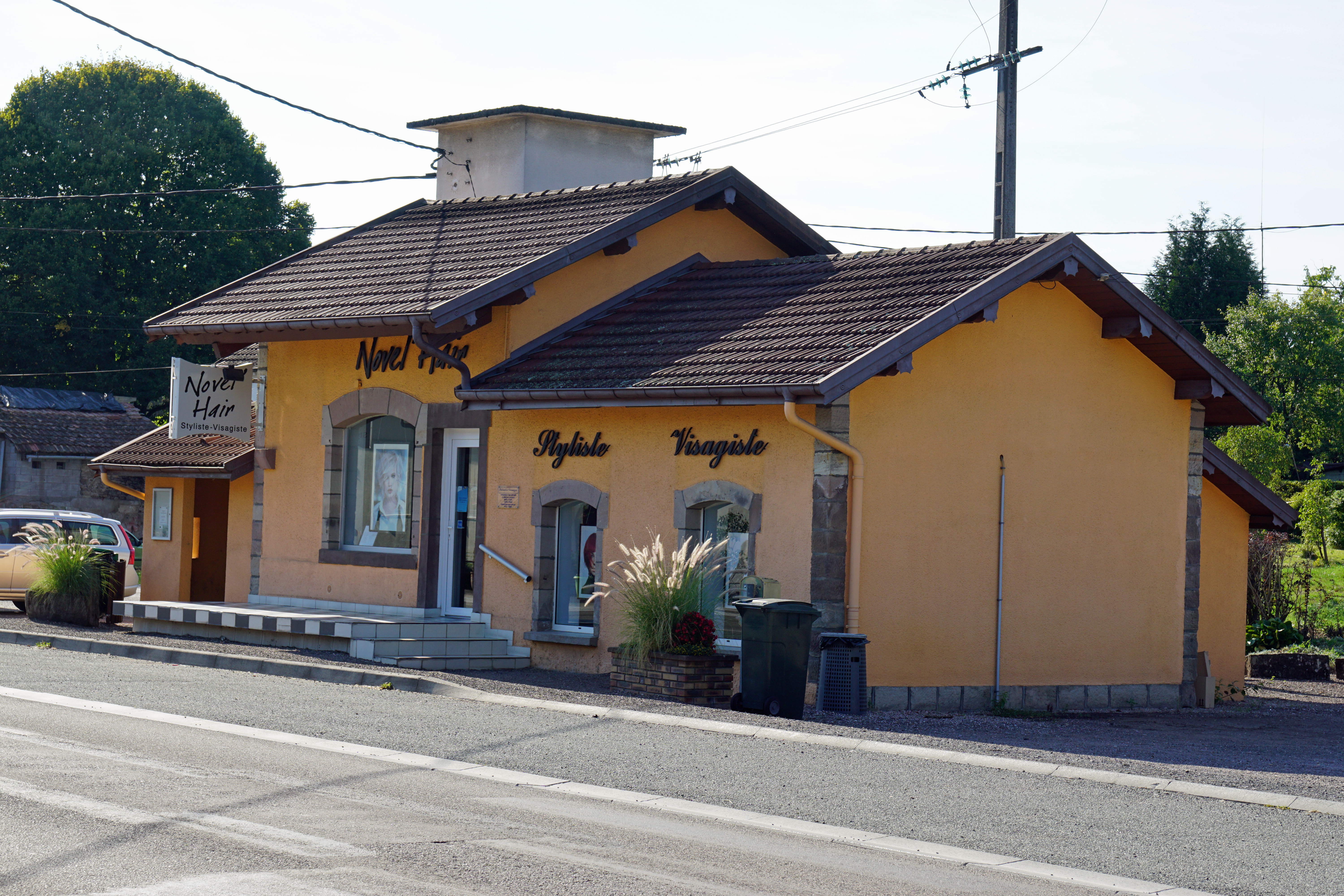
Bahnhofsgebäude von La Côte (2015)
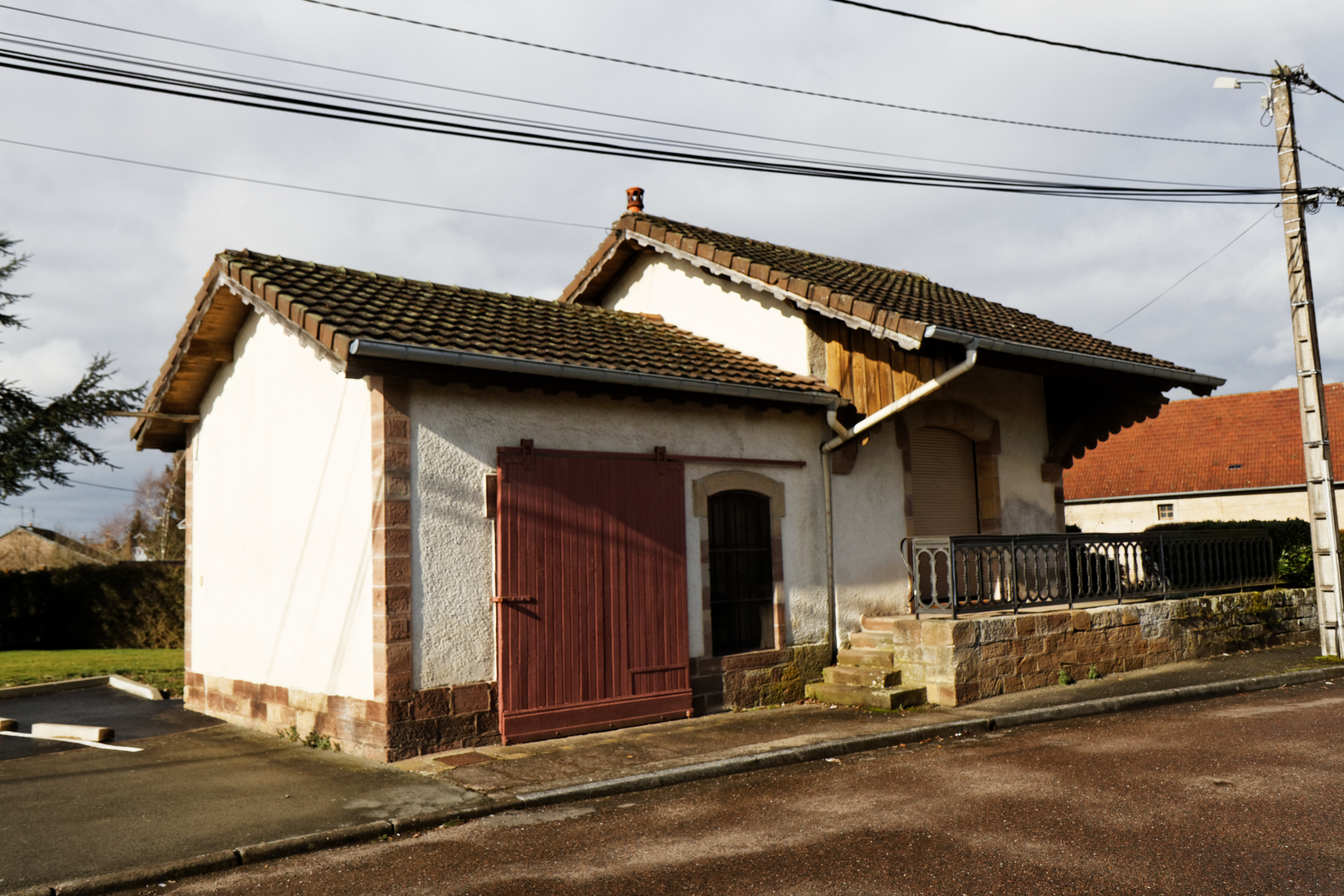
Bahnhofsgebäude von Saint-Germain (2014)
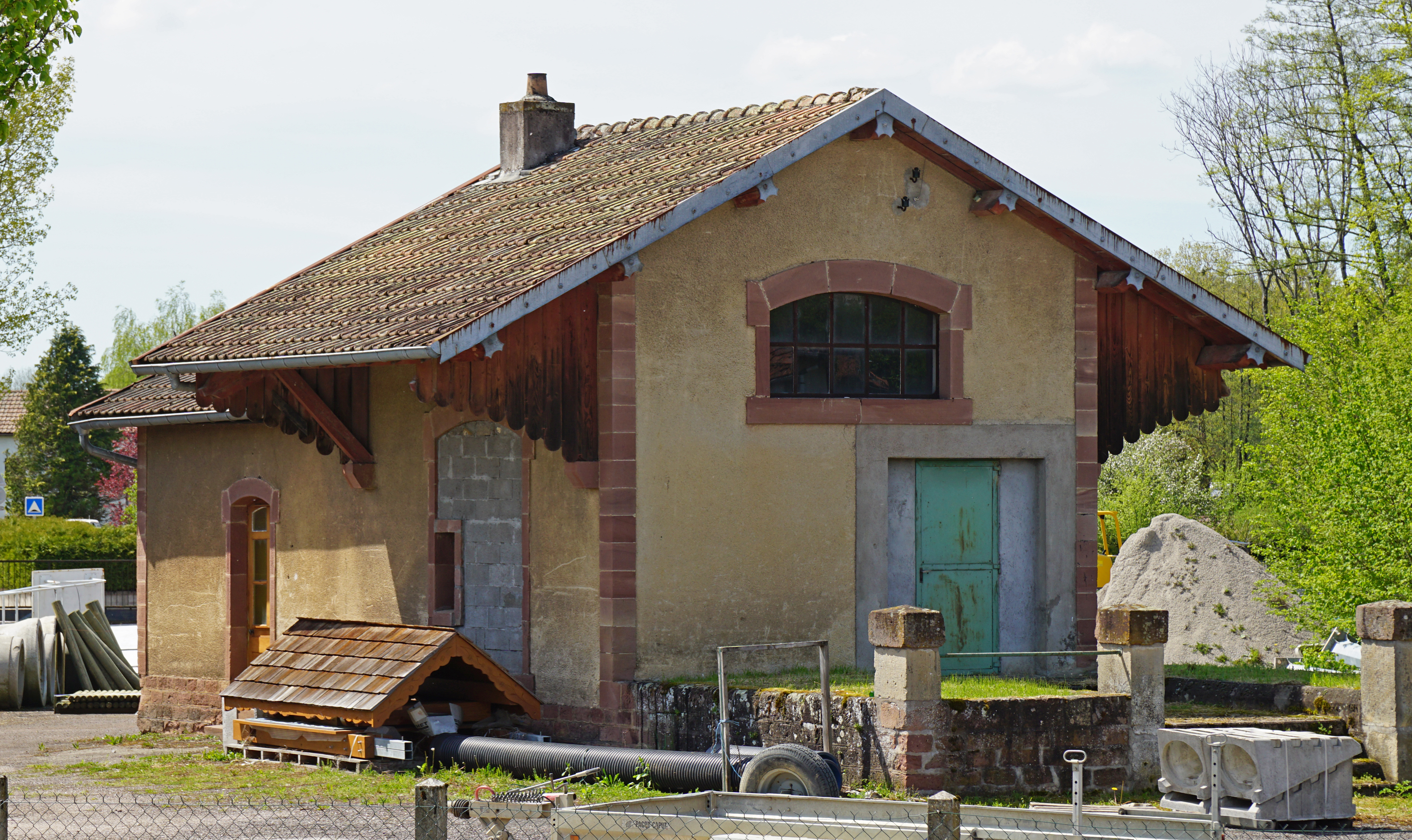
Bahnhofsgebäude von Villersexel (2016)
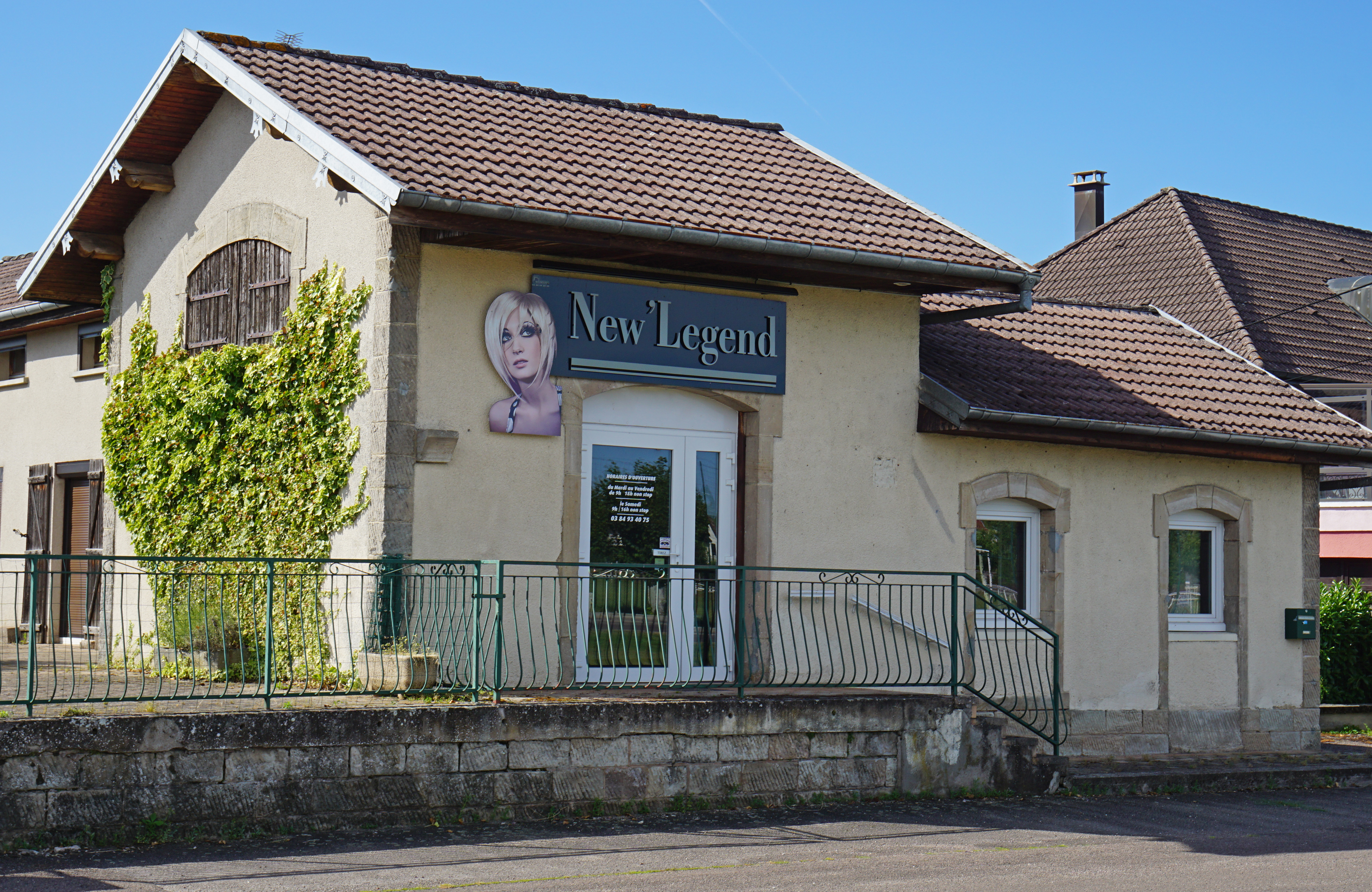
Bahnhofsgebäude von Breuches (2016)